# Ratolí de bosc petit del Japó
El ratolí de bosc petit del Japó (Apodemus argenteus) és una espècie de rosegador de la família dels múrids. Només es troba al Japó. Són rosegadors de petites dimensions, amb una llargada de cap a gropa de 75 a 94 mm i una cua de 74 a 101 mm. Poden arribar a pesar fins a 15,2 g.